# Xã Palmer, Quận Washington, Ohio
Xã Palmer (tiếng Anh: Palmer Township) là một xã thuộc quận Washington, tiểu bang Ohio, Hoa Kỳ. Năm 2010, dân số của xã này là 566 người.